# POTSUNEN
Potsunen（ぽつねん）とは、ラーメンズ小林賢太郎のソロコントプロジェクト。

## 概要
「ぽつねん」とは「ひとりでさびしそうにしているさま」を表す日本語であるが、Potsunenはその名のとおりの一人芝居である。出演、脚本、美術のすべてを小林が手がけており、小林の個性がより強く現れた内容となっている。
コント作品数本から成る内容で、「コントの領域を知りたくなったのです」という挨拶文が象徴するように、実験的な作品が多い。この場合のコントとはお笑いとしてのそれより本来の意味である「寸劇」の意味合いが強く、笑いとも演劇ともつかないラーメンズの芸風同様、コント内容にマジックやハンドマイムがあるなど、カテゴライズが難しいものとなっている。
身一つで表現するラーメンズのコントに比べ、道具や映像など装飾的な部分が多いのが特徴。繊細な音楽が世界観をより深めている。
- 出演・脚本・演出・美術：小林賢太郎
- 映像：NAMIKIBASHI
- 音楽：徳澤青弦（anonymass）
- スタイリスト：伊賀大介

## 公演
KENTARO KOBAYASHI SOLO CONTE LIVE 『ポツネン』
- 日程：2005年11月23日～12月31日
- 演目：「ジョンと私」「先生の電話」「アナグラムの穴」「男のゲーム」「Hand mime[1]」「悪魔のキャベツら」「アナグラムの穴2」「タングラムの壁[2]」

KENTARO KOBAYASHI SOLO CONTE LIVE 『○ -maru-』
- 日程：2006年2月23日～3月25日
- 演目：「丸タングラムの壁」「Footsteps」「ガジェットショー」「ヤギさん郵便」「Paddle[3]」「アナグラムの穴」「丸の人」

Kentaro Kobayashi Solo Performance Live Potsunen 2008 『Drop』
- 日程：2008年3月14日～4月18日
- 演目：「小噺」「椅子落語 其ノ一」「アナグラムの穴」「コミヤヤマ」「サウンドノベル」「史上最大アメリカ横断ウルトラなんとか」「メロス」「干支」「Drop[3]」「椅子落語 其ノ二」

『ポツネン氏の庭 ～The spot garden of Mr.Potsunen～』
- 日程：2009年12月15日～12月20日

LIVE POTSUNEN 2010 『SPOT』
- 日程：2010年2月17日～4月30日

LIVE POTSUNEN 2011 『THE SPOT』
- 日程：2011年3月9日～8月18日[4]
- 演目：「スポット」「タングラムの壁」「アナグラムのあなぐら」「ひみつぼ」「ない」「怪獣のお医者さん」「線上の手男」「うるうびと」「大きなお土産」

LIVE POTSUNEN 2012 『P』
- 日程：2012年5月15日～6月19日

LIVE POTSUNEN 2013 『P+』
- 日程：2013年5月15日～7月15日
- 演目：「タングラムの挿絵 " 日本検定 "」「図書館」「漫画の奴」「ん、あ、え、お」「Lines / Diver」「ごあいさつ」「手の奴 東海道」

KENTARO KOBAYASHI SOLO PERFORMANCE 『ポツネン氏の奇妙で平凡な日々』
- 日程：2014年12月17日～2015年9月7日

## ディスコグラフィー
- KENTARO KOBAYASHI LIVE『POTSUNEN』KENTARO KOBAYASHI LIVE POTSUNEN 2006『○ ～maru～』DVD 2枚組 (ポニーキャニオン)
- Kentaro Kobayashi Solo Performance Live Potsunen 2008『DROP』DVD・Blu-ray (ポニーキャニオン)
- KENTARO KOBAYASHI LIVE POTSUNEN 2011『THE SPOT』DVD・Blu-ray (ポニーキャニオン、2011年12月21日)